# Экологическое право
Экологическое право — особое комплексное образование, представляющее собой совокупность правовых норм, регулирующих общественные отношения в сфере взаимодействия общества и природы.

В сегодняшней юридической науке существует два основных (с некоторыми вариациями) подхода к тому, какие общественные отношения в области взаимодействия общества и природы следует включать в предмет экологического права. Первый из них заключается в том, чтобы рассматривать в качестве предмета эколого-правового регулирования только общественные отношения в области охраны окружающей среды и обеспечения экологической безопасности. Второй — в том, чтобы помимо упомянутого включать в предмет экологического права общественные отношения в области использования природных ресурсов.

## Принципы экологического права
Экологическое право и формируемое на его основе экологическое законодательство основывается на ряде принципов:
- Право на благоприятную окружающую среду (в России — одно из конституционных экологических прав, закреплено в ст. 42 Конституции РФ)
- Предотвращение вреда окружающей среде
- Охрана жизни и здоровья человека
- Демократизация экологического права
- Гуманность
- Обеспечение рационального использования природных ресурсов
- Устойчивое экологически обоснованное экономическое и социальное развитие
- Сохранение и защита экологического равновесия
- Свободный доступ к экологической информации (в России — одно из конституционных экологических прав, закреплено в ст. 42 Конституции РФ)
- Платность природопользования (в российском экологическом законодательстве сформулирован как «Платность природопользования, возмещение вреда окружающей среде», подробнее см. Принцип платности природопользования, возмещения вреда окружающей среде Архивная копия от 8 марта 2013 на Wayback Machine)
- Разрешительный порядок воздействия на окружающую среду
- Плата за негативное воздействие на окружающую среду
- Экосистемный подход к правовому регулированию охраны окружающей среды и природопользованию
- Ответственность за нарушение требований экологического законодательства
- и др.

## Система экологического права России
В системе экологического права России принято выделять: общую, особенную и специальную части.
Общая часть — положения, обслуживающие институты особенной части.
Особенная часть — институты, имеющие целевое назначение в силу специфики объекта (предмета использования или охраны).
Специальная часть — экология и космос, международное экологическое право, сравнительное экологическое право.
Общая часть содержит, в том числе, такие институты как:
- право собственности на природные объекты;
- право природопользования;
- государственное регулирование природопользования и охраны окружающей среды;
- эколого-правовая ответственность.

Особенная часть включает:
- Эколого-правовой режим природных объектов: землепользования, недропользования, водопользования, лесопользования, пользования животным миром;
- Эколого-правовая охрана (защита) отдельных компонентов природной среды: атмосферного воздуха, защита природных объектов, в том числе ООПТ;
- Эколого-правовой режим и охрана природно-антропогенных систем: эколого-правовой режим использования и охраны объектов с/х, эколого-правовой режим населённых пунктов, рекреационных и лечебно-оздоровительных зон; правовое регулирование обращения с отходами производства и потребления и т. д.

Специальная часть экологического права посвящается основным чертам международной правовой охраны окружающей природной среды, сравнительно-правовому анализу отечественного и зарубежного экологического права.
См. также: История экологического права в России